# Рождение Венеры (картина Буше)
«Рождение Венеры» (фр. La Naissance de Vénus) — картина французского живописца Франсуа Буше, написанная около 1760 года. Находится в Собрании Уоллеса в Лондоне (Великобритания).

## Сюжет и описание

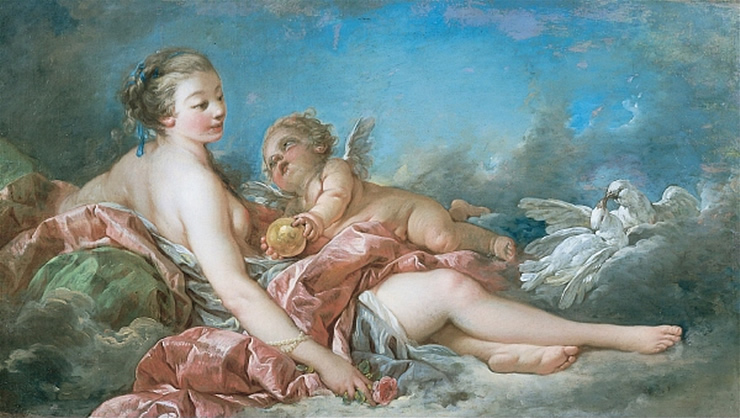
Франсуа Буше. Венера и купидон. Ок. 1760. Холст, масло. Собрание Уоллеса, инв. P411, Лондон

Согласно древнегреческому поэту Гесиоду богиня красоты и любви Венера родилась из морской пены, произведенной гениталиями кастрированного Урана, когда они были брошены в море его сыном Кроносом. Рождённая Венера приплыла к берегу на раковине морского гребешка в сопровождении дельфинов.
На картине изображены два играющих амура близ Венеры, возлежащей на бархатной драпировке, плывущей на морских волнах в сопровождении дельфина. Вначале верхняя и нижняя кромки полотна были изогнуты, это, возможно, указывало, что работа была написана в качестве десюдепорта (украшения над дверью). Позднее картине был придан прямоугольный формат. Картина, вероятно, была парной к композиции Буше «Венера и купидон» и украшала ту же комнату. Скованность фигур и слабый рисунок позволяют предположить, что картина в основном выполнена в мастерской Буше его учениками. Подпись с датой «1754 год» была удалена как поздняя дорисовка, когда это произведение реставрировали в 1987 году.

## Провенанс
Полотно, вероятно, входило в состав декоративного ансамбля, созданного Буше в 1750-х и 1760-х годах. «Рождение Венеры» и «Венера и купидон» выдают повторяющийся характер его более поздних декоративных картин, написанных, когда он был вынужден полагаться на помощь сотрудников мастерской, чтобы удовлетворить спрос на свои работы. Ранний провенанс картины неясен. Обе картины были приобретены маркизами Хартфорд из семьи Сеймур-Конвей и занесены в реестр особняка Хартфорд-хаус в 1890 году. Позднее эта коллекция вошла в Собрание Уоллеса.